# Горлачёв, Яков Дмитриевич
Яков Дмитриевич Горлачёв (22 марта 1903, с. Шехолан, Забайкальская область — 1 июня 1956, Свердловск) — советский историк, кандидат исторических наук. Директор (ректор) Томского университета.

## Биография
Родился 22 марта 1903 года в селе Шехолан Забайкальской области (ныне — Улётовский район Забайкальского края России) в крестьянской многодетной семье, имел 8 братьев и сестер. В 1911 и 1912 года эпизодически учился в сельской школе, основное время помогал отцу по сельской работе.
В 1918 году во время гражданской войны сражался на стороне большевиков, вместе с отцом вступил в партизанский отряд, действовавший в Забайкалье. В 1919 году отец и родной брат были пойманы белогвардейцами и казнены. Горлачёв оставался в отряде до 1920 года.
В 1920 году добровольцем поступил в районное отделение ОГПУ, где служил стрелком. В 1921 году по неосторожности получил ранение, в результате которого ему была ампутирована правая нога. В течение 2-х лет проходил лечение в госпитале в Чите.
С 1922 по 1923 годы учился в Дальневосточной краевой совпартшколе II ступени в Чите, получил образование по специальности «культпросветработник». До 1932 года занимал различные партийные должности в Читинском округе.
В 1932 году был направлен для получения высшего образования в Ленинград, где обучался во Всесоюзном коммунистическом сельскохозяйственном университете (Комвуз) им. И. В. Сталина. После окончания, был зачислен в аспирантуру и отправлен на работу в Институт красной профессуры, где обучался и параллельно читал лекции по истории ВКП(б) и ленинизму в железнодорожном и сельскохозяйственном институтах.
В 1938 году после ликвидации ИКП, уехал Сибирь, где работал в Новосибирский обком ВКП(б), заведовал секцией агитации, в июне 1938 года был выведен из обкома, после ареста отца его супруги.
В июле 1938 года решением партии был отправлен на работу в Томск, где был назначен директором (ректором) Томского университета. В 1941 году пред вузом была поставлена тяжелая задача подготовки кадров в кратчайшие сроки военного времени. Были пересмотрены образовательные программы, в условиях дефицита преподавательских кадров, вечернего образования студентов занятых на заводских работах, дефицита материальной базы и прочих трудностях войны. Однако, несмотря на это, Горлачёву удалось сохранить работу университета. Научная деятельность университета была полностью сосредоточена на нужды оборонной промышленности страны.
После окончания войны внес значительный вклад в восстановление университета.
В 1950 году в Академии общественных наук при ЦК ВКП(б) в Москве им была защищена кандидатская диссертация.
С 1950 по 1956 годы работал проректором Уральского университета им. А. М. Горького.
Награды: Орден «Знак Почета» (1944); Медаль «За трудовую доблесть» (1953); Медаль «За доблестный труд в Великой Отечественной войне 1941—1945 гг.» (1946).
Скончался 1 июня 1956 года в Свердловске. Похоронен на Ивановском кладбище.

## Труды
- Первый Сибирский университет // Сибирские огни. — 1939. — № 3.
- Задачи ученых по изучению и освоению производительных сил Сибири // Труды научной конференции по изучению и освоению производительных сил Сибири. — Томск, 1944. — Т. 1.
- Совместно с М. Е. Главацким. Уральский университет в 1954—1955 учебном году. К 35-летию со дня основания. — Свердловск, 1956.